# Зло под Сунцем
Зло под Сунцем је детективски роман британске списатељице Агате Кристи који је у Великој Британији први пут објавила издавачка кућа "Collins Crime Club" у јуну 1941. године, а у САД-у "Dodd, Mead and Company" у октобру исте године. Британско издање се продавало по цени од седам шилинга и шест пенија, а америчко за 2 долара.
У роману се појављује детектив Кристијеве Херкул Поаро који одлази на одмор у Девон. Током свог боравка тамо, он примећује једну привлачну младу жену која се мува, али се не допада бројним гостима. Када је убијена током његовог боравка, он бива увучен у истраживање околности убиства.

## Радња
Херкул Поаро проводи миран одмор у осамљеном хотелу у Девону. Он открива да су међу осталим гостима хотела: Арлена Маршал, њен супруг Кенет и њена пасторка Линда; Хорас Блат; мајор Бери, пензионисани официр; Розамунд Дарнли, бивша Кенетова љубав; Патрик Редферн и његова супруга Кристин, бивша наставница; Кери Гарденер и њен муж Одел; велечасни Стивен Лејн и госпођица Емили Брустер, атлетска уседелица. Током почетног дела свог боравка, Поаро примећује да је Арлена кокетна жена, која се мува са Патриком што ствара велики гнев његовој жени и да је пасторка мрзи. Једног јутра, Арлена одлази на тајни састанак у Вилину драгу. То подне, Патрик и Брустерова проналазе је мртву док су веслали. Преглед месног полицијског хирурга открива да ју је задавио мушкарац.
Поаро и истражно лице, инспектор Колгејт, разговарали су са могућим осумњиченима о њиховом кретању током јутра - Кенет је куцао писма, Гарденерови су читаво јутро били са Поарооом, Розамунд је читала изнад Вилине драге, Блат је отишао на пловидбу Линда и Кристин отишле су у Галски залив и вратиле се тек пре подне, а и Лејн и мајор Бери су били одсутни са острва. У подне су се Кристин, Розамунд, Кенет и Оделл састали да играју тенис. Поаро сазнаје да је Брустерову током јутра замало погодила бочица бачена из једне од соба за госте док се собарица у хотелу сетила да је чула некога како се купа у подне. У једној пећини у Вилиној драгој, Поаро је осетио мирис дезодоранса који је Арлена тамо користила док полиција хапси Блата због кријумчарења хероина након што је пронашла дрогу скривену унутра. Поаро касније позива све на пикник који користи да тајно посматра њихово понашање и испитује њихову вртоглавицу. Након излета, Линда је покушала да се убије Кристининим таблетама за спавање. Поаро је касније открио да се она осетила кривом након што је претпоставио да је убила маћеху путем вудуа.
Захтевом за сличне случајеве као и овај, Поаро од полиције у Сурију прима појединости о дављењу Алис Кориган - њено тело је пронашла месна наставница док је њен супруг Едвард имао покриће. Поароу је достављена слика обојице. Кад је окупио осумњичене, Поаро је раскринкао Патрика и Кристин Редферн због Арлениног убиства. Убијена је како би спречила свог мужа да сазна да је била преварена да уложи велико наслеђе у „невероватне могућности“. Убиство је било добро смишљено да се кривотвори време смрти. Док је Кристине била са Линдом, померила јој је сат двадесет минута унапред, питала колико је сати да би успоставила покриће, а затим вратила сат на тачно време. Након тога, Кристин се вратила у своју собу и нанела лажну крему за сунчање коју је сакрила пре него што је бацила флашиц кроз прозор. Искрадајући се до Вилине драге, Кристин се уверила да је Арлена види. Патрик је наложио Арлени да се сакрије ако се његова жена појави пре њиховог састанка. Када је Арлена отишла, Кристин је легла правећи се да је мртва рлена како би преварила Брустерову, а када је она отишла да потражи помоћ док је Патрик остао, Кристин је одјурила назад у хотел да скине крему. Патрик је тада позвао несуђену Арлену и задавио је.
Поаро открива да је Кристин лагала да се плаши висине пошто је успела да пређе висећи мост током пикника и глупо избацила бочицу шминке из своје собе док је Брустерова шетала напољу. Линдин покушај самоубиства изазвала је она. Као додатни доказ, Поаро открива да се убиство Алис Кориган догодило на исти начин - слика полиције из Сурија означила је Патрика као Едварда Коригана који ју је убио, а Кристин као наставницу која је пронашла "тело", пре него што је убиство било почињено. Поаро је довео Патрика у готово жесток бес како би га разоткрио упркос томе што је његова жена покушала да га ућутка. Када је решио случај, Поаро је рекао Линди да није убила Арлену и предвиђа да неће мрзети своју следећу "маћеху", на шта су Кенет и Розамунд поново распламсали своју стару љубав.

## Ликови
- Херкул Поаро, познати белгијски детектив познат по величанственим брковима, као и по својим "малим сивим ћелијама".
- Пуковник Вестон, начелник полиције.
- Инспектор Колгејт, истражно лице.
- Наредник Филипс, полицајац.
- Др. Нисдон, полицијски хирург.
- Капетан Кенет Маршал, у четрдесетим годинама, Арленин супруг, одговоран, поносан.
- Арлена Стјуарт Маршал, глумица до годину дана раније, Кенетова супруга последње четири године.
- Линда Маршал, Кенетова 16-годишња ћерка, Арленина наивна пасторка.
- Патрик Редферн, Кристинин муж, наизглед заљубљен у Арлену.
- Кристин Редферн, Патрикова жена, висока и лепа "на испрани начин".
- Розамунд Дарнли, савремена кројачица, давна миљеница Кенета Маршала.
- Емили Брустер, атлетска уседелица, свакодневно весла.
- Кери Гарденер, страшна туристкиња из Америке.
- Одел Гарденер, Керин стрпљиви супруг.
- Хорас Блат, велики и прегласан човек кога избегавају сви.
- Велечасни Стивен Лејн, свештеник који назива Арлену Маршал "злом на све стране".
- Мајор Бери, војно лице у пензији, бескрајно говори о Индији.
- Гледис Наракот, собарица у хотелу Радосни Роџер.
- Госпођа Касл, власница хотела Радосни Роџер.

## Књижевни значај и пријем
Пресуда Мориса Вилсона Дишера из часописа Књижевно време од 14. јуна 1941. била је позитивна: "Задржати место на челу писаца детективских романа било би довољно тешко без све јачег противништва. Чак ни госпођа Кристи не може остати тамо без изазова после кога ће се заклети да су њене књиге најбоље без читања других. Непристрасно мишљење је можда изрекло пресуду против њене прошле сезоне када су нови доласци поставили веома врућ темпо, али за Зло под Сунцем сада ће бити потребан јак противник." Након што је резимирао заплет, Дишер је закључио: "Госпођа Кристи баца сенку кривице прво на једну, а затим на другу с тако лежерном лакоћом да је читаоцу тешко да га не вуче за нос. Сви су добро свесни да сваки лик који је најјаче назначен није вероватан злочинац. Ипак се ово водеће начело заборавља када вас госпођа Кристи убеди да сте разборитији него што заиста јесте. Затим извлачи своју тајну попут нагазне мине."
У ревији књиге часописа Њујоршки књижевни преглед од 19. октобра 1941. године Ајзак Андерсон је написао: „Убиство је сложено смишљена афера - мало превише за веродостојност, с обзиром на многе могућности да се негде успут завуче - али Поароово размишљање је беспрекорно као што је увек и било. Зло под Сунцем додаје још једно на већ дугачак списак успешних загонетних прича Агате Кристи."
Морис Ричардсон у кратком прегледу у издању часописа Посматрач од 8. јуна 1941. рекао је: "Најбољи роман Агате Кристи после Десет малих црнаца - и не може се рећи много више од тога - Зло под Сунцем има луксузни љлетњи хотел, затворен - окружење, Поаро у белим панталонама. Жртва: риђокоса глумица избезумљена од човека. Растворљиво решење, након што вам се облаци прашине баце у очи, требало би да вас ухвати одмах. Просто к'о пасуљ."
Часопис Шкот 3. јула 1941. говорио је о "изненађујућим открићима" у решењу књиге и рекао: "Све ово читаоцу је најбоље да се сам суочи са уверењем да ће се потрага показати као пикантна како сваки вешт писац нуди."
Е. Р. Паншон из часописа Чувар 26. августа 1941. укратко је сажео заплет у еулогистичком делу које је почело: "Да ли је предалеко назвати госпођу Агату Кристи једном од најистакнутијих писаца свог времена?"
Роберт Барнард: "Класична партија брачног троугла Кристијеве смештена у приморско одмаралиште Западне земље са посебном игром на сличности тела које се сунча и леша. Можда претерано и помало необично."

## Помињање других дела
Радња има неке сличности са кратком причом Кристијеве „Троугао на Родосу“ која је први пут објављена у САД-у у часопису Ове недеље у фебруару 1936. године, а у Великој Британији у броју 545 часописа Странд у мају 1936. године и укључена у збирку прича Убиство у малој улици (наслов у САД-у Огледало мртваца) годину дана касније.
У причи "Троугао на Родосу", Поаро поново сведочи о очигледној вези између двоје венчаних људи. Поново сви верују да је одговорна страна прелепа Валентајн Чантри која је жртва убиства. У причи "Троугао на Родосу" убиство је почињено отровом и сматра се да су Чантри и његова љубавница покушали да убију њеног мужа и да је завера кренула низбрдо. Поаро, међутим, открива да је убиство починио муж Чантријеве у договору са женом њеног привидног љубавника, госпођом Голд, која је намеравала да смести свом несрећном мужа. У обе приче кључни преокрет је у томе што појава моћи заводнице одвраћа пажњу од стварности стања. У причи "Троугао на Родосу", госпођа Голд каже за Валентајн Чантри "упркос свом новцу и њеном добром изгледу и свему [...] она 'није она врста жене за коју се мушкарци заиста лепе. Мислим да је она жена од које би се мушкарци врло лако уморили. У књизи Зло под Сунцем, Поаро каже за Арлену Маршал да је она "као тип жене за коју се мушкарци лако брину и од које се лако умарају."
Лик пуковника Вестона првобитно се појавио у књизи Опасност у Енд Хаусу и помиње тај случај при свом првом појављивању, у 5. поглављу. Споредни лик госпођа Гарденер је и сама обожаватељка Поароових подвига и помиње случај из књиге Смрт на Нилу у 1. поглављу овог романа.
Наслов се односи на 6. стих 1. поглавља Књиге проповедника, који гласи: "Постоји зло које сам видео под Сунцем и тешко лежи на човечанству." Нова ревидирана стандардна варијанта Библије 6. стих 2. поглавље: „они којима Бог даје богатство, имање и част, тако да им не недостаје ништа од свега што желе, али им Бог не омогућава да уживају у тим стварима, али странац ужива у њима. Ово је таштина. То је тешка болест."

## Прилагођавање

### Радио
Џон Мофат глумио је Поароа у шестоделној радио драми за ББЦ Радио 4 1999. године у режији Енида Вилијамса са глумачком екипом у којој су били и Ијан Глен као Патрик Редферн, Фиона Фулертон као Арлена Маршал, Робин Елис као капетан Маршал, Венди Крејг као госпођа Гарденер, Џорџ Бејкер као пуковник Вестон и Џоан Литлвуд као госпођица Брустер.

### Филм
Роман је екранизован у филм 1982. године и био је други филм у којем је Питер Јустинов глумио Поароа након дебитовања у истој улози у филму Смрт на Нилу 1978. године. У филму су такође играли и Меги Смит, Дајана Риг, Денис Кили, Роди Макдауел, Џејмс Мејсон и Силвија Мајлс. Иако је општи заплет убиства остао исти, екранизација је садржала низ промена:
- Поставка је премештена у осамљено одмаралиште које посећују богати и славни на Јадрану - ово окружење је снимљено на Мајорци у Шпанији.
- Хорас Блат је милионер са витешким звањем, а не кријумчар хероина. Блат је био раније у вези са Арленом пре него што се удала за Кенета. Поаро га истражује због покушаја осигурања лажног драгуља и открива током саслушања да је Арлена узела прави драгуљ, али га је пре тога умножила и дала копију Блату. Прави драгуљ касније нестаје током убиства, али га Поаро проналази код Патрика када је пронашао доказе који доказују да је он Арленин убица.
- Презиме Алице Кориган промењено је у Рабер, а њено убиство се десило на Јоркширским мочварама. Поаро је био укључен у истрагу њеног убиства преко своје осигуравајуће куће коју користи и Блат, али иако ништа није пронашао, он је задршао папирологију. Ово му је касније користило да докаже Патрикову умешаност у убиство и рукопис Алисине политсе и чек који је потписао исти. Поаро даље додаје да се презиме Рабер које је Патрик користио када се оженио Алис на латинско каже „Редферн“. Патриково занимање у прошлости је било професор латинског.
- Тврдњу Кристин Редферн да се плаши висине открива Линдина изјава на дан убиства. Присетила се како јој је Кристин махала с руба литице. Поаро то открива у току свог расплета. Кристин је такође навела Линду да носи капу за пливање како би пригушила звук пуцња у 12 сати, овај део заплета не постоји у роману.
- Емили Брустер се промењена у човека по имену Рекс Брустер, аутора Арленине тек објављене биографије.
- Линда Маршал није покушала да почини убиство, није осумњичена за убиство и није покушала да се убије.
- Гарденерови су позоришни продуценти који замерају Арлени то што је напустила њихову продукцију на здравственој основи. Питање је да ли је то учињено намерно. Кери је преименована у Мајру и уместо тога је Американка. Мајра је место Брустера ишла са Патриком на брод и пронашла Арленино наводно тело.
- Мајор Бери, инспектор Колгејт и велечасни Стивен Лане искључени су из приче, док је Розамунд Дарнли преименована у Дафни Касл која се понаша као бивша Арленина звезда и власница хотела која гаји симпатије према Кенету и Линди због Арлениног лечења.

### Телевизија

#### Поаро (2001)
Екранизација романа направљена је за серију Поаро 2001. године, са Дејвидом Сачетом у насловној улози. Снимање ове епизоде углавном се одвијало у хотелу "Буршко острво" у Девону на месту које је било подстрек за роман и Десет малих црнаца. Већи део радње остао је исти као и у роману иако је екранизација унела неколико промена:
- Избачени су ликови Кери и Одела Гарденера, инспектора Колгејта и др. Нисдона.
- У екранизацију су убачени ликови капетана Хејстингса, инспектора Џапа и госпођице Лемон. Хејстингс пружа помоћ у случају, Џап је истражно лице, а госпођица Лемон истражује убиство Алис Кориган на Поароов захтев. Због увођења главног инспетора Џапа на место главног истражитеља убиства, Вестон није пуковник него главни инспектор само за убиство Алис Кориган, а такође му је и додато име "Чарлс".
- Хотел је лечилиште под другим именом - Поаро је углавном ту да се опорави јер му је позлило па се срушио током отварања новог Хејстингсовог ресторана са аргентинском тематиком Ел Ранчеро. Када се случај завршио, откривено је да му је позлило због тровања храном узрокованог лошим хигијенским мерилима у ресторану. Оснивање је било ново улагање капетана Хејстингса.
- Линда Маршал је промењена у сина по имену Лајонел. Утврђено је да чита књигу о тровању, али није покушао да се убије током истраге.
- Кристине није тврдила да се плаши висине. Та појединост је изостављена. Такође, ставила је лажну боју да изгледа као да је поцрнела и бацила је бочицу кроз прозор и отишла да се нађе са Лајонелом.

#### Мала убиства Агате Кристи (2019)
Роман је екранизован као епизода француске телевизијске серије Мала убиства Агате Кристи 2019. године.

#### Игрица
Дана 17. октобра 2007. године, друштво "The Adventure Company" објавило је игрицу у којој глумац Кевин Дилејни глуми Херкула Поароа. У овој варијанти је укључен лик капетана Хејстингса као лик играча. У току игре Поаро поново ствара причу, али дозвољава Хејстингсу да стане на његово место и реши загонетку онако како би је он решио.